# El Contemporáneo (Madrid)
El Contemporáneo fue un periódico editado en la ciudad española de Madrid entre 1860 y 1865, en las postrimerías del reinado de Isabel II.

## Historia
Su primer número apareció el 20 de diciembre de 1860. Editado en Madrid, el periódico se imprimió primeramente en la imprenta de L García, aunque lo terminó haciendo en la de M. B. de Quirós. Contaba originalmente con cuatro páginas de 0,559x0,385 m, dimensiones que se redujeron hasta 0,523x0,381 m.
De ideología conservadora, cesó el 31 de octubre de 1865, al fusionarse con La Política. En 1860 era dirigido por José Luis Albareda y en 1865 por Joaquín Gónzalez de la Peña. Entre sus redactores se encontraron nombres como los de José Arroyo, Gustavo Adolfo Bécquer, Francisco Botella, Javier de Burgos, Felipe Carrasco de Molina, Antonio María Fabié, Manuel Fernández Martín, José Ferreras, Manuel Gutiérrez de la Vega, Adolfo Mentaberry, Joaquín Miralles, Felipe Navarro, Manuel Ossorio y Bernard, Arístides Pongilione, Carlos de Pravia, Ramón Rodríguez Correa y Juan Valera.